# Bassin de la Loire
Le bassin de la Loire est l'un des quatre grands bassins versants situés en France métropolitaine, qui comprend le système hydrologique de son fleuve principal, la Loire.

Le bassin de la Loire couvre 8 régions.

## Caractéristiques
Le bassin de la Loire s'étend sur près de 117 500 km2, ce qui représente environ le cinquième de la France métropolitaine. Il s'agit du plus grand bassin versant situé sur le territoire français (le bassin du Rhin est plus étendu au total, mais seule une partie est située en France) alors que le bassin de la Loire est situé entièrement en France. 
Le bassin comprend un fleuve principal, la Loire, mesurant 1 012 km. La Loire possède 10 affluents de plus de 100 km : l'Allier (421 km), le Cher (365 km), la Vienne (363 km), l'Indre (280 km), le Thouet (143 km), la Sèvre Nantaise (142 km), l'Arroux (128 km), le Beuvron (115 km), la Besbre (106 km) et l'Aron (101 km). En plus de ceux-ci, la Maine est un affluent de 11 km, mais formé par la confluence de la Sarthe (314 km) et de la Mayenne (203 km).
En plus de ces affluents, le bassin comporte plusieurs autres cours d'eau d'une longueur supérieure à 100 km : le Loir (319 km, affluent de la Sarthe), la Creuse (263 km, affluent de la Vienne), la Gartempe (205 km, affluent de la Creuse), la Sauldre (184 km, affluent du Cher), l'Huisne (165 km, affluent de la Sarthe), la Sioule (164 km, affluent de l'Allier), l'Arnon (151 km, affluent du Cher), le Clain (144 km, affluent de la Vienne), la Dore (140 km, affluent de l'Allier), le Taurion (108 km, affluent de la Vienne) et l'Oudon (103 km, affluent de la Mayenne). Au total, le bassin comprend 40 000 km de cours d'eau.

## Hydrographie
Le régime du bassin est de type pluvio-nival. Le graphique suivant recense le débit moyen mensuel de la Loire (en m3/s) mesuré entre 1994 et 2008 à Saint-Nazaire, à l'embouchure du fleuve, et représente donc le débit de la totalité du bassin versant.
Le module du fleuve à Saint-Nazaire est de 931 m3/s.

## Géographie humaine
Le bassin de la Loire s'étend en partie ou en totalité sur 8 régions et 32 départements. Au total, il recouvre plus de 7 000 communes, soit 11,5 millions d'habitants, dont plus de 4 millions sur le seul cours de la Loire. Mais globalement, comparé à la France entière, le bassin de la Loire est peu urbanisé, avec une densité moyenne de population de seulement 70 habitants par km2.
| Région                  | Département : superficie dans bassin | Département : superficie dans bassin | Villes principales          |
| Région                  | prépondérante                        | marginale                            | Villes principales          |
| ----------------------- | ------------------------------------ | ------------------------------------ | --------------------------- |
| Auvergne-Rhône-Alpes    | Allier                               | Ardèche                              | Moulins, Vichy              |
| Auvergne-Rhône-Alpes    | Loire                                | Cantal                               | Roanne, Saint-Étienne       |
| Auvergne-Rhône-Alpes    | Puy-de-Dôme                          | Rhône                                | Clermont-Ferrand, Issoire   |
| Auvergne-Rhône-Alpes    | Haute-Loire                          |                                      | Le Puy-en-Velay, Yssingeaux |
| Bourgogne-Franche-Comté | Saône-et-Loire                       | Côte-d'Or                            | Autun, Montceau-les-Mines   |
| Bourgogne-Franche-Comté | Nièvre                               | Yonne                                | Nevers                      |
| Bretagne                |                                      | Ille-et-Vilaine                      |                             |
| Centre-Val de Loire     | Loiret                               |                                      | Orléans                     |
| Centre-Val de Loire     | Cher                                 | Bourges, Vierzon                     |                             |
| Centre-Val de Loire     | Eure-et-Loir                         | Châteaudun, Nogent-le-Rotrou         |                             |
| Centre-Val de Loire     | Loir-et-Cher                         | Blois, Vendôme                       |                             |
| Centre-Val de Loire     | Indre                                | Châteauroux                          |                             |
| Centre-Val de Loire     | Indre-et-Loire                       | Chinon, Tours                        |                             |
| Normandie               | Orne                                 | Manche                               | Alençon                     |
| Nouvelle-Aquitaine      | Creuse                               | Corrèze                              | Guéret                      |
| Nouvelle-Aquitaine      | Deux-Sèvres                          |                                      | Parthenay                   |
| Nouvelle-Aquitaine      | Vienne                               | Charente                             | Châtellerault, Poitiers     |
| Nouvelle-Aquitaine      | Haute-Vienne                         |                                      | Limoges                     |
| Occitanie               |                                      | Lozère                               |                             |
| Pays de la Loire        | Sarthe                               | Vendée                               | La Flèche, Le Mans          |
| Pays de la Loire        | Mayenne                              | Vendée                               | Laval, Mayenne              |
| Pays de la Loire        | Maine-et-Loire                       | Vendée                               | Angers, Saumur              |
| Pays de la Loire        | Loire-Atlantique                     | Vendée                               | Nantes, Saint-Nazaire       |